# Nero de Troia
Le Nero de Troia est un cépage noir italien. Son nom vient de la ville de Troia dans les Pouilles.

## Synonymes
En Italien, la graphie est : Nero di Troia.